# ФК Будућност Српска Црња
Фудбалски клуб Будућност Српска Црња је фудбалски клуб из Српске Црње, Србија, и тренутно се такмичи у Војвођанскoj лиги Исток, четвртом такмичарском рангу српског фудбала. Клуб је основан 1922. године.